# Мид (кратер)
Мид — ударный кратер на Венере. Назван в честь антрополога Маргарет Мид.
Это крупнейший ударный кратер Венеры, его диаметр составляет 270 километров. У него есть внутреннее и внешнее кольца, вокруг внешнего видны следы выбросов. Дно кратера выглядит очень схожим морфологически по сравнению с окружающей поверхностью планеты.